# یویا هیکیچی (بازیکن فوتبال، زاده ۱۹۹۰)
یویا هیکیچی (ژاپنی: 曵地 裕哉؛ زادهٔ ۲ سپتامبر ۱۹۹۰) یک بازیکن فوتبال اهل ژاپن است.
از باشگاه‌هایی که در آن بازی کرده‌است می‌توان به باشگاه فوتبال هوکایدو کونسادول ساپورو و باشگاه فوتبال اهیمه اشاره کرد.